# Sams'K Le Jah
Karim Sama, plus connu sous son nom de scène Sams'K Le Jah, est un musicien de reggae, animateur radio et militant politique basé au Burkina Faso.

## Jeunesse et politisation
Durant son adolescence, il est membre des Pionniers de la révolution, le mouvement de jeunesse créé par le capitaine Thomas Sankara, révolutionnaire marxiste-léniniste, anti-colonialiste et figure du Mouvement des non-alignés, qui a dirigé le pays entre 1983 et son assassinat, le 15 octobre 1987.
Membre du Mouvement rastafari et sankariste convaincu, Sams’K Le Jah se réclame de l'héritage de Sankara et d'Haïlé Sélassié.

## Militantisme et fondation du Balai citoyen
Il anime un programme musical sur Radio Ouaga FM, dans lequel il exprime aussi fréquemment ses opinions politiques. En 2007, alors qu'il vient de donner un concert appelant à la liberté de la presse au Burkina Faso et à ce que justice soit faite pour Norbert Zongo (journaliste retrouvé brûlé vif dans sa voiture alors qu'il enquêtait sur la mort suspecte du chauffeur du frère du Président Blaise Compaoré), la voiture de Sams'K Le Jah est brûlée sur le parking du studio de Ouaga FM et il reçoit plusieurs menaces de mort,.
Sams'K Le Jah co-fonde en 2013 Le Balai citoyen, un mouvement politique populaire, avec le rappeur Serge Bambara dit « Smockey »,. Ce mouvement entend lutter contre la corruption politique et s'est illustré par son opposition au gouvernement de Blaise Compaoré, parvenu à la tête de l'État à la suite du renversement et de l'assassinat de Thomas Sankara en 1987. Sams'K Le Jah devient l'une des figures de proue de la contestation lors de la deuxième révolution burkinabè, qui contraint Compaoré à abandonner le pouvoir et à fuir le pays le 31 octobre 2014, après plus de 27 ans de règne. Il soutient ensuite la transition menée par les militaires, tout en appelant ses compatriotes à rester « vigilant et en alerte maximale, pour ne laisser personne voler la victoire du peuple souverain ».